# МР 2
Македонское Радио 2, сокращённо МР 2 — вторая крупнейшая радиостанция Македонии, вещающая с 1962 года как дополнение к радиостанции МР 1.

## История
15 сентября 1962 в Скопье начала вещание новая радиостанция. Тогда дважды были поданы получасовые сигналы в Венгрию на частоте 1485 кГц при длине волны в 202 м и мощности передатчика в 20 кВт. Уникальность новой станции была в том, что музыкальная составляющая сильно отличалась от первого Македонского Радио. В 1965 году режим работы составлял 5 часов в будни и 2 часа в выходные.
В 1967 году вторая радиостанция отработала итого 1523 часа за минувший год. 16% эфирного времени занимали радиопрограммы, 84% — музыкальные произведения. С 1968 года станция называется Вторая программа Радио Скопье и транслируется 6 часов в день: утром три часа и днём с 15 до 18 часов. В современном виде радиостанция появилась в 1980 году. В 1992 году была переименована в Канал 2000, позднее носила имена Радио 2000 и Радио Херц.
27 января 2003 был утверждён новый график Второй программы Македонского радио под именем Радио 2. Радиостанция сменила формат на развлекательный с большим количеством эфирного времени, уделённого для музыки. С 6:00 до 22:00 транслируется Радио 2 на македонском языке, с 22:00 до 2:00 идёт трансляция на языках национальных меньшинств, а с 2:00 до 6:00 транслируется Канал 103.